# Thermonectus simulator
Thermonectus simulator är en skalbaggsart som beskrevs av Sharp 1882. Thermonectus simulator ingår i släktet Thermonectus och familjen dykare. Inga underarter finns listade i Catalogue of Life.